# Сражение при Мортаре
Сражение при Мортаре (ит. Battaglia di Mortara) — первое сражение второго периода Первой войны за объединение Италии.
Король Сардинского королевства Карл Альберт увидел в сопротивлении венгров пример для продолжения войны. Переворот в феврале 1849 года против великого герцога Леопольда II Габсбурга в Тоскане дал необходимый повод для продолжения итальянской войны за независимость. Пьемонтская армия в составе 97 500 человек (в том числе 5600 кавалеристов) и 152 пушками под руководством своего нового начальника штаба, польского генерала Войцеха Хржановского, должна была действовать непосредственно против Милана, чтобы поднять население этого города на восстание, как в 1848 году. Предполагалось, что австрийская армия отступит за реку Адду на территорию вокруг крепости Мантуя.
Австрийцам быстро стало известно о военном плане противника. Фельдмаршал Радецкий решил 21 марта сосредоточить свои силы у Мортары, а затем повернуть либо против Верчелли, либо против Новары, где он хотел встретиться с главной пьемонтской армией.
Еще 20 марта 1-я дивизия генерала Дурандо, во исполнение приказа Хржановского, в ночь с 20 на 21 марта передвинулась из Весполате в Мортару и заняла позицию по обеим сторонам дороги в Гарласко за каналом Роджиа Бирога. Правый фланг дивизии Дурандо упирался в монастырь Сан-Альбино, занятый одним батальоном, центр стал на небольших песчаных возвышениях, левый фланг примкнул к кладбищу, за которым расположилась принадлежавшая дивизии кавалерия. 16 орудий были разбросаны по всему фронту позиции. Дивизия Виктора Эммануила (будущий король) прибыла к Кастель-д'Агонья и стала позади дивизии Дурандо между Мортарой и Кастель д’Агонья. 24 орудия были поставлены в центре и по флангам; кавалерийский полк — за правым флангом, другой кавполк с 8 орудиями — в резерве за Мортарой. Всего при Мортаре было 22 тысяч пехоты, 2 тысяч конницы и 48 орудий. Из-за труднопроходимой местности (сады, виноградники, рвы и каналы), связи между двумя дивизиями не было.
Тем временем со стороны Гарласко 2-й австрийский корпус под командованием генерала д'Аспре в 17:30 начал наступление дивизией эрцгерцога Альбрехта фон Тешенского при поддержке 24 орудий. Подготовив предварительно атаку артиллерийским огнем, он обрушился на центр дивизии Дурандо. Плохо обученные сардинские войска в беспорядке бежали в Мортару, преследуемые австрийцами.
Австрийцы ворвались в город и захватили обоз 1-й дивизии. В городе завязались бои, темнота ночи увеличивала беспорядок. Попытка Ла Марморы использовать для контратаки оставленный в резерве батальон полностью провалилась, так как из-за рано наступившей темноты он был принят за силы противника и подвергся обстрелу собственных войск. Войска, стоявшие у Сан-Альбино, не помогли, оставили свои позиции и отошли.
Герцог Савойский двинул на помощь два батальона при двух орудиях, но, видя множество бегущих со всех сторон, убедился в бесполезности продолжать бой. Всем войскам в 9 часов вечера было приказано отступить через Кастель д’Агонья на Роббьо.
В сражении при Мортаре австрийцы потеряли 190 человек, пьемонтцы — 2 550 человек, из которых около 500 были убиты и ранены.
В результате марша во фланг австрийцами была достигнута победа. Овладев Мортарой и дорожной развязкой между Новарой, Верчелли, Казале и Виджевано, они получили  решающее преимущество. Савойцы были окружены с фланга, а также отрезаны прибывшими подкреплениями за рекой По и Сесией, через Верчелли, и вынуждены отступить на север.